# 古谷優人
古谷 優人（ふるや ゆうと、1999年2月19日 - ）は、北海道中川郡幕別町出身の野球選手で、元プロ野球選手（投手）。左投左打。
日本人左腕投手の史上最速となる球速160km/hを計測した（NPB非公式戦である、四国ILp・香川との交流戦における記録）。

## 経歴

### プロ入り前
札内南小学校3年時に軟式野球を始める。札内中学校では軟式野球部に所属した。
江陵高等学校に進学。1年春から主戦投手として登板し、1年春の十勝支部予選初戦で帯広大谷高等学校相手に完封デビュー。1年夏には道大会出場を経験。2年夏には、帯広農業高等学校との1回戦で延長15回と再試合延長12回の2試合計27回380球完投でチームの勝利に貢献した。3年夏には北北海道大会2回戦の旭川西高等学校戦では154km/hを記録し、準々決勝の釧路工業高等学校との戦いでは8者連続を含む大会新記録の20奪三振を記録するなどして、チームを初のベスト4に導いた。甲子園出場はなかった。
2016年10月20日に行われたプロ野球ドラフト会議で、福岡ソフトバンクホークスからドラフト2位指名を受けた。十勝出身者がドラフト指名されるのは2013年のドラフト会議で東京ヤクルトスワローズからドラフト1位指名を受けた杉浦稔大以来3年ぶり。同年11月9日、帯広市内のホテルで入団交渉を行い、契約金6000万円、年俸700万円（金額は推定）で契約合意に達し、同月22日に福岡市内のホテルで入団発表会見が行われた。背番号は49。

### ソフトバンク時代
2017年、プロ1年目の今シーズンは三軍からのスタートとなり、4月2日に行われた三軍戦、対高知ファイティングドッグス戦において、プロ野球選手として初の登板を迎える。三軍戦においては、15試合の登板で70イニングを投げ、6勝2敗、防御率1.67の好成績をおさめる。6月17日に行われた読売ジャイアンツとのファーム交流戦で二軍公式戦に初登板。1回を無失点。打者4人、被安打1、奪三振2の投球内容で、ストレートは150km/hを記録する。7月13日に行われたプロ野球フレッシュオールスターゲームにおいてオールウエスタン選抜に選ばれた。8回からマウンドに上がり、2イニングを投げ無安打3三振に抑え優秀選手に輝いた。二軍公式戦では、11試合に登板し、1勝2敗、防御率4.09の成績を残す。一軍最終戦の10月8日に一軍初昇格を果たすが、登板機会は無かった。
チームのポストシーズンに向けての紅白戦に抜擢され、初めて一軍選手を相手に登板し、2回を無安打無失点に抑えアピールした。11月21日、「胸郭出口症候群」と診断され、手術は行わずに保存療法を行い、11月はノースロー調整に入っていると報じられた。
2018年、一軍公式戦登板の機会は無かったが、8月14日に一軍昇格を果たした。「胸郭出口症候群」による左腕の血行障害に悩まされながらも、二軍公式戦においては、前年を上回る29試合の登板で59回を投げ、5勝2敗、防御率3.81を記録する。シーズンオフの11月19日、契約更改交渉に臨み、現状維持の年俸700万円（金額は推定）でサインした。
2019年、プロ3年目のこの年も一軍登板はなかったが、5月5日にレクザムスタジアムで行われた香川オリーブガイナーズとの三軍定期交流戦において、7回裏から救援で登板すると、先頭打者のクリスに投じた2球目に159km/hを計測し、中日ドラゴンズのジョエリー・ロドリゲスが2018年に記録した左腕の最速記録に並んだ。さらに二死二・三塁から5番打者の白方克弥に投じた1球が160km/hを計測し（結果は左二塁打）、日本プロ野球における左腕の最速記録を更新した。なお、次打者の素川集に投じた4球目にも外角へ外れる160km/hを計測している。三軍では、この試合を含む26試合の登板で84回2/3を投げ、7勝4敗、防御率2.55。二軍では17試合の登板で35回2/3を投げ、2勝1敗、防御率2.52を記録した。11月23日から台湾で開催された2019アジアウインターベースボールリーグに、NPB RED選抜として出場した。
2020年、7月5日の対北海道日本ハムファイターズ戦で8回から登板し、地元の北海道、札幌ドームでプロ初出場を記録。清水優心からプロ初奪三振を奪うなど、1回を打者3人2奪三振に抑えた。
2021年、10月14日の対東北楽天ゴールデンイーグルス戦でチームが8回表に4点を取り、6対5で逆転した直後の8回裏に4番手として登板し、無死一・二塁のピンチを背負いながらも1回を無失点に抑え、そのままチームは勝利した。当初、チームは7回途中で登板した津森宥紀が勝利投手になっていたが津森本人は1/3を投げて2失点しており、公認野球規則9.17(c)に基づき津森の投球は効果的ではなかったと判断されたことにより、試合終了数分後に公式記録が訂正され、古谷が勝利投手となってプロ初勝利を記録した。この年は、最終的に13試合に登板し、1勝1敗2ホールド、防御率2.03の成績を残した。シーズンオフには秋季キャンプに参加するも左手第3、第4指血行障害の疑いで途中離脱、12月10日に左手第3、4指血管外膜剥離術を受け、約3か月で実戦復帰の予定と発表された。

### ソフトバンク退団後
2021年オフ、チーム内で発生していたロッカーでの私物盗難被害を警察が調査した結果、古谷が窃取していたことが判明。古谷も事実関係を認めたため、12月24日にソフトバンク球団は古谷との翌年の選手契約を締結せず、保留権を放棄して自由契約とすることを発表した。
2024年からは北海道帯広市の硬式野球チームである帯広倶楽部VICROSSでプレーしている。

## 選手としての特徴
投球フォームはスリークォーター。高校時代には最速154km/hのストレートと、鋭く変化するスライダーが持ち味の左腕。北海道日本ハムファイターズスカウトの白井康勝が「1年夏から注目していた」と話すなどドラフト会議前から高い評価を得ていた。プロ3年目（2019年）に三軍で日本人左腕最速の160km/hを記録。

## 人物
父親はばんえい競馬の元騎手の古谷輝紀。元千葉ロッテマリーンズの古谷拓哉は親戚で、はとこおじ（祖父のいとこの息子）にあたる。
北海道日本ハムファイターズの松浦慶斗はいとこという関係。

## 詳細情報

### 年度別投手成績
| 年 度     | 球 団        | 登 板 | 先 発 | 完 投 | 完 封 | 無 四 球 | 勝 利 | 敗 戦 | セ 丨 ブ | ホ 丨 ル ド | 勝 率 | 打 者 | 投 球 回 | 被 安 打 | 被 本 塁 打 | 与 四 球 | 敬 遠 | 与 死 球 | 奪 三 振 | 暴 投 | ボ 丨 ク | 失 点 | 自 責 点 | 防 御 率 | W H I P |
| --------- | ------------ | ----- | ----- | ----- | ----- | -------- | ----- | ----- | -------- | ----------- | ----- | ----- | -------- | -------- | ----------- | -------- | ----- | -------- | -------- | ----- | -------- | ----- | -------- | -------- | ------- |
| 2020      | ソフトバンク | 4     | 0     | 0     | 0     | 0        | 0     | 0     | 0        | 0           | ----  | 29    | 5.2      | 5        | 0           | 6        | 0     | 0        | 9        | 1     | 0        | 3     | 2        | 3.18     | 1.94    |
| 2021      | ソフトバンク | 13    | 0     | 0     | 0     | 0        | 1     | 1     | 0        | 2           | .500  | 56    | 13.1     | 7        | 0           | 7        | 0     | 1        | 13       | 0     | 0        | 4     | 3        | 2.03     | 1.05    |
| 通算：2年 | 通算：2年    | 17    | 0     | 0     | 0     | 0        | 1     | 1     | 0        | 2           | .500  | 85    | 19.0     | 12       | 0           | 13       | 0     | 1        | 22       | 1     | 0        | 7     | 5        | 2.37     | 1.32    |

- 2021年度シーズン終了時

### 年度別守備成績
| 年 度 | 球 団        | 投手  | 投手  | 投手  | 投手  | 投手  | 投手     |
| 年 度 | 球 団        | 試 合 | 刺 殺 | 補 殺 | 失 策 | 併 殺 | 守 備 率 |
| ----- | ------------ | ----- | ----- | ----- | ----- | ----- | -------- |
| 2020  | ソフトバンク | 4     | 3     | 1     | 0     | 0     | 1.000    |
| 2021  | ソフトバンク | 13    | 0     | 2     | 0     | 0     | 1.000    |
| 通算  | 通算         | 17    | 3     | 3     | 0     | 0     | 1.000    |

- 2021年度シーズン終了時

### 表彰
- フレッシュオールスターゲーム優秀選手賞：1回（2017年）

### 記録
初記録
- 初登板：2020年7月5日、対北海道日本ハムファイターズ6回戦（札幌ドーム）、8回裏に4番手で救援登板、1回無失点
- 初奪三振：同上、8回裏に清水優心から空振り三振
- 初ホールド：2021年10月5日、対東北楽天ゴールデンイーグルス20回戦（福岡PayPayドーム）、5回表に2番手で救援登板、1回無失点
- 初勝利：2021年10月14日、対東北楽天ゴールデンイーグルス23回戦（楽天生命パーク宮城）、8回裏に4番手で救援登板、1回無失点[22]

### 背番号
- 49（2017年 - 2021年）

### 登場曲
- 「So Lit」Redfoo（2017年）
- 「男の主題歌」ET-KING（2018年）
- 「House Party」Sam Hunt（2019年）
- 「Sunshine」MONKEY MAJIK（2019年）
- 「エース登板」メジャー（2020年 - 2021年）